# Râul Bahluieț
Râul Bahluieț este un curs de apă, afluent al râului Bahlui. Râul Bahluieț este cel mai important afluent al Bahluiului, având o lungime de 41 km, un bazin hidrografic de 551 km² si un debit mediu multianual de 1.06 m³/s , acesta fiind înregistrat în stația hidrometrică din Podu Iloaiei, în apropiere de confluența cu râul Bahlui. Principalele localități traversate de râul Bahluieț sunt orașele Târgu Frumos si Podu Iloaiei, în cel din urmă fiind situată Acumularea Podu Iloaiei, construită pe același râu. Bahluiețul are mai mulți afluenți, însă unii dintre aceștia au o scurgere semipermanentă, secând în perioade de ariditate crescută. Cel mai semnificativ afluent al râului Bahluieț este Râul Oii.